# Trate
Trate so značilno slovenjegoriško razloženo slemensko naselje v Občini Šentilj. 
Kraj je bil prvič omenjen leta 1419 kot Wisenpach. Toponim bržkone izhaja iz naziva za ledino okrog hiše oziroma livado. Naselje se je razvilo na treh spuščajočih se slemenih v značilni smeri SZ-JV, na katerih so pretežno kmetije.